# Gayo (lud)
Gayo (urang Gayô) – indonezyjska grupa etniczna z terenów górskich na północnej Sumatrze. Ich populacja wynosi 170 tys. osób.
Posługują się własnym językiem gayo z wielkiej rodziny austronezyjskiej, a także narodowym językiem indonezyjskim bądź językiem aceh. W przeważającej części wyznają islam w odmianie sunnickiej, choć zachowują także elementy wierzeń tradycyjnych. 
W XVI–XVII w. byli podporządkowani Sułtanatowi Aceh i znajdowali się pod wpływem kulturowym ludu Aczinów. Przyjęli od nich islam. Do XX w. nie utrzymywali kontaktów z Europejczykami. Pierwsze informacje nt. ludu Gayo zawarto w monografii z 1903 r., w okresie holenderskim prowadzono też badania lingwistyczne w regionie. W II poł. XX w. badaniem kultury Gayo zajmowali się John Bowen i M.J. Melalatoa.